# Johnathan Hoggard
Johnathan Hoggard (Spalding, 15 de novembro de 2000) é um automobilista britânico.

## Carreira

### Aston Martin Autosport BRDC Young Driver
Hoggard foi nomeado para o Aston Martin Autosport BRDC Young Driver no início de novembro de 2019 junto com Enaam Ahmed, Jamie Chadwick e Ayrton Simmons. Hoggard ganhou o prêmio, e com ele um prêmio em dinheiro de 200 mil libras e um teste de Fórmula 1.

### Campeonato de Fórmula 3 da FIA
Após ter pilotado por várias equipes em testes, em 10 de julho de 2021, foi anunciado que Hoggard havia sido contratado pela equipe Jenzer Motorsport para a disputa do Campeonato de Fórmula 3 da FIA de 2021, substituindo Pierre-Louis Chovet, que deixou a equipe após a rodada de abertura.

### Fórmula 1
Depois de vencer o Aston Martin Autosport BRDC Young Driver em 2019, Hoggard conduziu um teste único de Fórmula 1 com a equipe Red Bull Racing no circuito de Silverstone em outubro de 2020.